# Bathythrix tenuis
Bathythrix tenuis är en stekelart som först beskrevs av Johann Ludwig Christian Gravenhorst 1829.  Bathythrix tenuis ingår i släktet Bathythrix och familjen brokparasitsteklar. Inga underarter finns listade.